# 神龍 (唐)
神龍（しんりゅう）は、武周の武則天及び唐の中宗李顕の治世に使用された元号。705年 - 707年。
- 2年2月：唐の国号が復活。

## 西暦・干支との対照表
| 神龍 | 元年  | 2年   | 3年   |
| 西暦 | 705年 | 706年 | 707年 |
| 干支 | 乙巳  | 丙午  | 丁未  |

| 前の元号 長安 | 中国の元号 唐 | 次の元号 景龍 |